# Résolution 1105 du Conseil de sécurité des Nations unies
Membres permanents
- Chine
- États-Unis
- France
- Royaume-Uni
- Russie

Membres non permanents
- Chili
- Corée du Sud
- Costa Rica
- Égypte
- Guinée-Bissau
- Japon
- Kenya
- Pologne
- Portugal
- Suède

Résolution no 1104 Résolution no 1106
La résolution 1105 du Conseil de sécurité des Nations unies, adoptée à l'unanimité le 9 avril 1997, après avoir rappelé la résolution 1082 (1996), a décidé de suspendre la réduction de la composante militaire de la Force de déploiement préventif des Nations unies (FORDEPRENU) en Macédoine jusqu'à la fin de son mandat actuel, jusqu'au 31 mai 1997. 
Le Conseil de sécurité a réaffirmé son attachement à la souveraineté et à l'intégrité territoriale de la Macédoine. Il s'est félicité du redéploiement de la FORDEPRENU compte tenu de la rébellion en cours en Albanie, exhortant le secrétaire général Kofi Annan à envisager de nouveaux redéploiements si nécessaire. Il a été prié de faire rapport au Conseil avant le 15 mai 1997 avec des recommandations sur une présence internationale ultérieure en Macédoine, comme mentionné dans la résolution 1082.

## Voir également
- Dislocation de la Yougoslavie
- Débat autour du nom de la Macédoine
- Guerres de Yougoslavie